# Ekwador na Letnich Igrzyskach Olimpijskich 1980
Ekwador na Letnich Igrzyskach Olimpijskich 1980 reprezentowało 12 zawodników: 11 mężczyzn i 1 kobieta. Był to piąty start reprezentacji Ekwadoru na letnich igrzyskach olimpijskich. 

## Reprezentanci

### Boks
Mężczyźni
| Zawodnik        | Konkurencja | 1/16             | 1/8              | Ćwierćfinał      | Półfinał         | Finał            | Finał   |    |
| Zawodnik        | Konkurencja | Przeciwnik Wynik | Przeciwnik Wynik | Przeciwnik Wynik | Przeciwnik Wynik | Przeciwnik Wynik | Miejsce |    |
| --------------- | ----------- | ---------------- | ---------------- | ---------------- | ---------------- | ---------------- | ------- | -- |
| Lincoln Salcedo | 48 kg       | —                | Saïd P 0-5       | NQ               | NQ               | NQ               | NQ      |    |
| Jorge Monard    | 54 kg       | —                | Issaick P 2-3    | NQ               | NQ               | NQ               | NQ      |    |
| Luis Castillo   | + 81 kg     | —                | —                | Fanghänel P 1-4  | NQ               | NQ               | NQ      | NQ |

### Judo
Mężczyźni
| Zawodnik        | Konkurencja | 1/32             | 1/16             | 1/8              | Ćwierćfinał      | Półfinał         | Finał            | Finał   |
| Zawodnik        | Konkurencja | Przeciwnik Wynik | Przeciwnik Wynik | Przeciwnik Wynik | Przeciwnik Wynik | Przeciwnik Wynik | Przeciwnik Wynik | Miejsce |
| --------------- | ----------- | ---------------- | ---------------- | ---------------- | ---------------- | ---------------- | ---------------- | ------- |
| Jimmy Arévalo   | 63 kg       | Nedkow P         | NQ               | NQ               | NQ               | NQ               | NQ               | NQ      |
| Milton Estrella | 70 kg       | NO               | NO               | NO               | NO               | NO               | NO               | NO      |

### Kolarstwo
Mężczyźni
Kolarstwo szosowe
| Zawodnik         | Konkurencja                | Eliminacje | Eliminacje | Półfinał | Półfinał | Finał | Finał   |
| Zawodnik         | Konkurencja                | Czas       | Miejsce    | Czas     | Miejsce  | Czas  | Miejsce |
| ---------------- | -------------------------- | ---------- | ---------- | -------- | -------- | ----- | ------- |
| Jhon Jarrín      | Wyścig ze startu wspólnego | NO         | 14.        | NQ       | NQ       | NQ    | NQ      |
| Esteban Espinoza | Drużynowa jazda na czas    | NO         | 13.        | NQ       | NQ       | NQ    | NQ      |
| Jhon Jarrín      | Drużynowa jazda na czas    | NO         | 13.        | NQ       | NQ       | NQ    | NQ      |
| Edwin Mena       | Drużynowa jazda na czas    | NO         | 13.        | NQ       | NQ       | NQ    | NQ      |
| Juan Palacios    | Drużynowa jazda na czas    | NO         | 13.        | NQ       | NQ       | NQ    | NQ      |

Kolarstwo torowe
| Zawodnik         | Konkurencja  | Eliminacje | Eliminacje | Półfinał | Półfinał | Finał    | Finał   |
| Zawodnik         | Konkurencja  | Czas       | Miejsce    | Czas     | Miejsce  | Czas     | Miejsce |
| ---------------- | ------------ | ---------- | ---------- | -------- | -------- | -------- | ------- |
| Esteban Espinoza | 1 km na czas | —          | —          | —        | —        | 1:11,419 | 16.     |

### Lekkoatletyka
Kobiety
| Konkurencja | Zawodnik         |          | 100 m ppł | Pchnięcie kulą | Skok wzwyż | Skok w dal | 800 m | Wynik | Pozycja |
| ----------- | ---------------- | -------- | --------- | -------------- | ---------- | ---------- | ----- | ----- | ------- |
| Pięciobój   | Nancy Vallecilla | Rezultat | 14,46     | 11,12          | 1,68       | 5,45       | DNS   | DNF   | DNF     |
| Pięciobój   | Nancy Vallecilla | Punkty   | 810       | 663            | 915        | 782        | DNS   | DNF   | DNF     |

### Pływanie
Mężczyźni
| Zawodnik        | Konkurencja      | Eliminacje | Eliminacje | Półfinał | Półfinał | Finał | Finał   |
| Zawodnik        | Konkurencja      | Czas       | Miejsce    | Czas     | Miejsce  | Czas  | Miejsce |
| --------------- | ---------------- | ---------- | ---------- | -------- | -------- | ----- | ------- |
| Diego Quiroga   | 400 m dowolnym   | 4:05,70    | 24.        | —        | —        | NQ    | NQ      |
| Diego Quiroga   | 1500 m dowolnym  | 16:01,41   | 15.        | —        | —        | NQ    | NQ      |
| Enrique Ledesma | 100 m motylkowym | 57,35      | 19.        | NQ       | NQ       | NQ    | NQ      |
| Enrique Ledesma | 400 m motylkowym | 2:11,40    | 21.        | —        | —        | NQ    | NQ      |